# Comitatul Two Hills, Alberta
Comitatul Two Hills, din provincia Alberta, Canada este un district municipal, amplasare coordonate 53°42′54″N 111°44′46″W / 53.715°N 111.746111°V. Districtul se află în Diviziunea de recensământ 10. El se întinde pe suprafața de 2,631.33 km2  și avea în anul 2011 o populație de 3,160 locuitori.
Cities Orașe
--
Towns Localități urbane
- Two Hills

Villages Sate
- Myrnam
- Willingdon

Summer villages Sate de vacanță
--
Hamlets, cătune
- Beauvallon
- Brosseau
- Derwent
- Duvernay
- Hairy Hill
- Morecambe
- Musidora

Așezări
1. 1 2  Population and dwelling counts, for Canada, provinces and territories, and census subdivisions (municipalities), 2016 and 2011 censuses – 100% data (în engleză), 20 februarie 2019